# Cafeteira da Sala Trojan

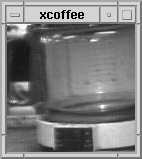
A cafeteira.

A cafeteira da Sala Trojan (1991-2001), na Universidade de Cambridge, foi a primeira transmissão ao vivo via webcam na Internet, exibindo na taxa de três imagens por minuto quadros em escala de cinza de resolução 128x128.

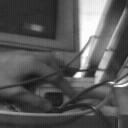
A última imagem capturada pela webcam, mostrando o servidor sendo desligado.

Uma dupla de cientistas da computação da universidade, Quentin Stafford-Fraser e Paul Jardetzky, acoplou uma câmera de vídeo reciclada a um computador velho e a um capturador de frames, e apontou na direção do pote de café. Eles escreveram um programa simples cliente-servidor para capturar a imagem da câmera a cada poucos minutos e distribuir a uma rede local, permitindo que as pessoas checassem se havia café sem ter de fazer uma longa viagem pelas escadarias. Em 1993 uma nova webcam foi providenciada, e então conectada à Internet.
A cafeteira branca e não mais funcional, Krups ProAroma, foi leiloado no eBay com o valor inicial de 50 dólares, e arrematado por 5 mil dólares.